# مسیعید

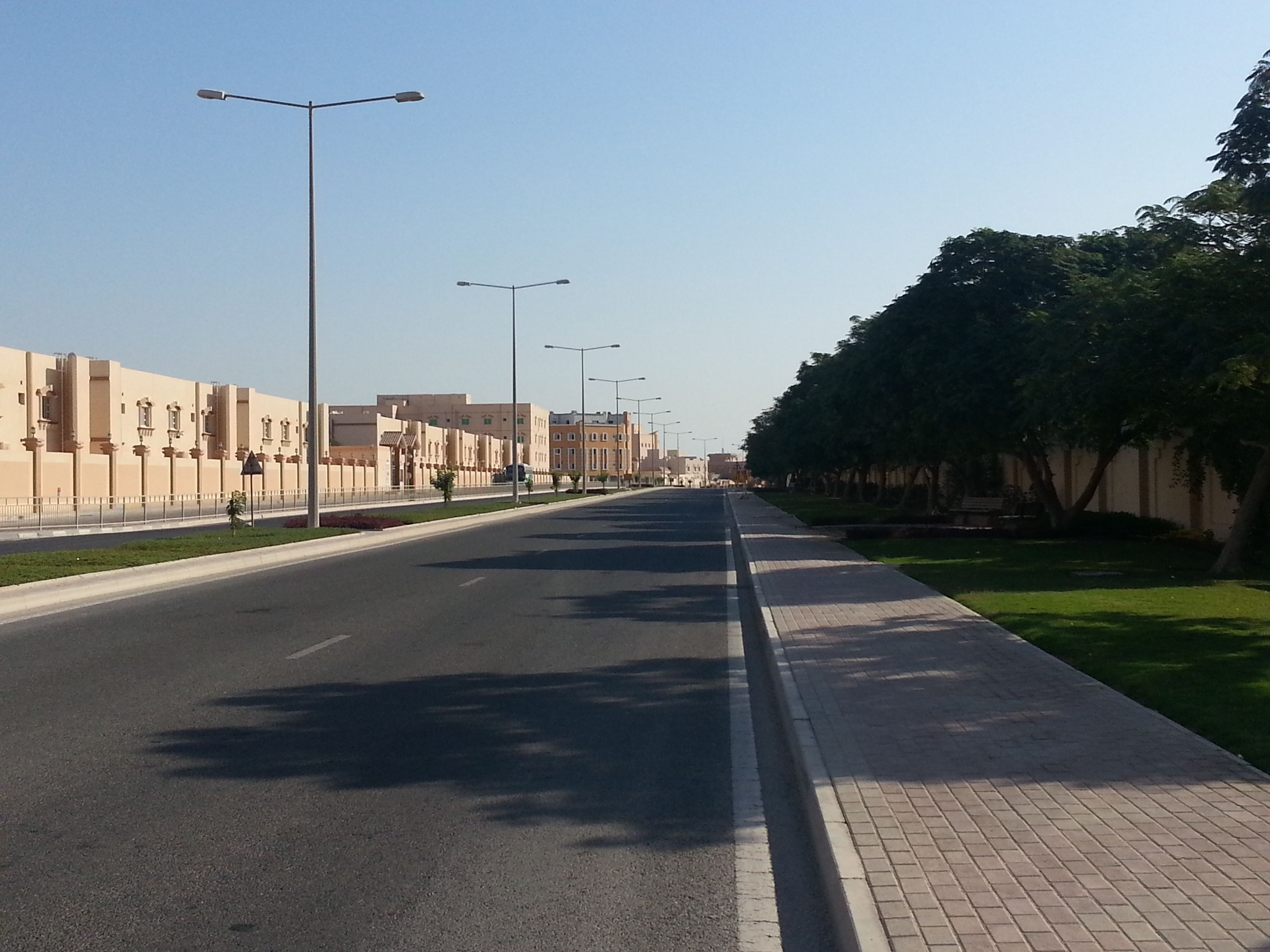
مسیعید

مسیعید (به عربی: مسيعيد)، شهری صنعتی در شهرداری الوکره در کشور قطر،‌ واقع در ۳۶ کیلومتری جنوب دوحه است. مسیعید یکی از شهرهای مهم قطر در قرن ۲۰ بود که به عنوان یک مرکز صنعتی و مرکز ذخیره نفتی که از منطقه دخان استخراج میشد شناخته میشد.